# Pillage de Maastricht
Pour les articles homonymes, voir Siège ou bataille de Maastricht.

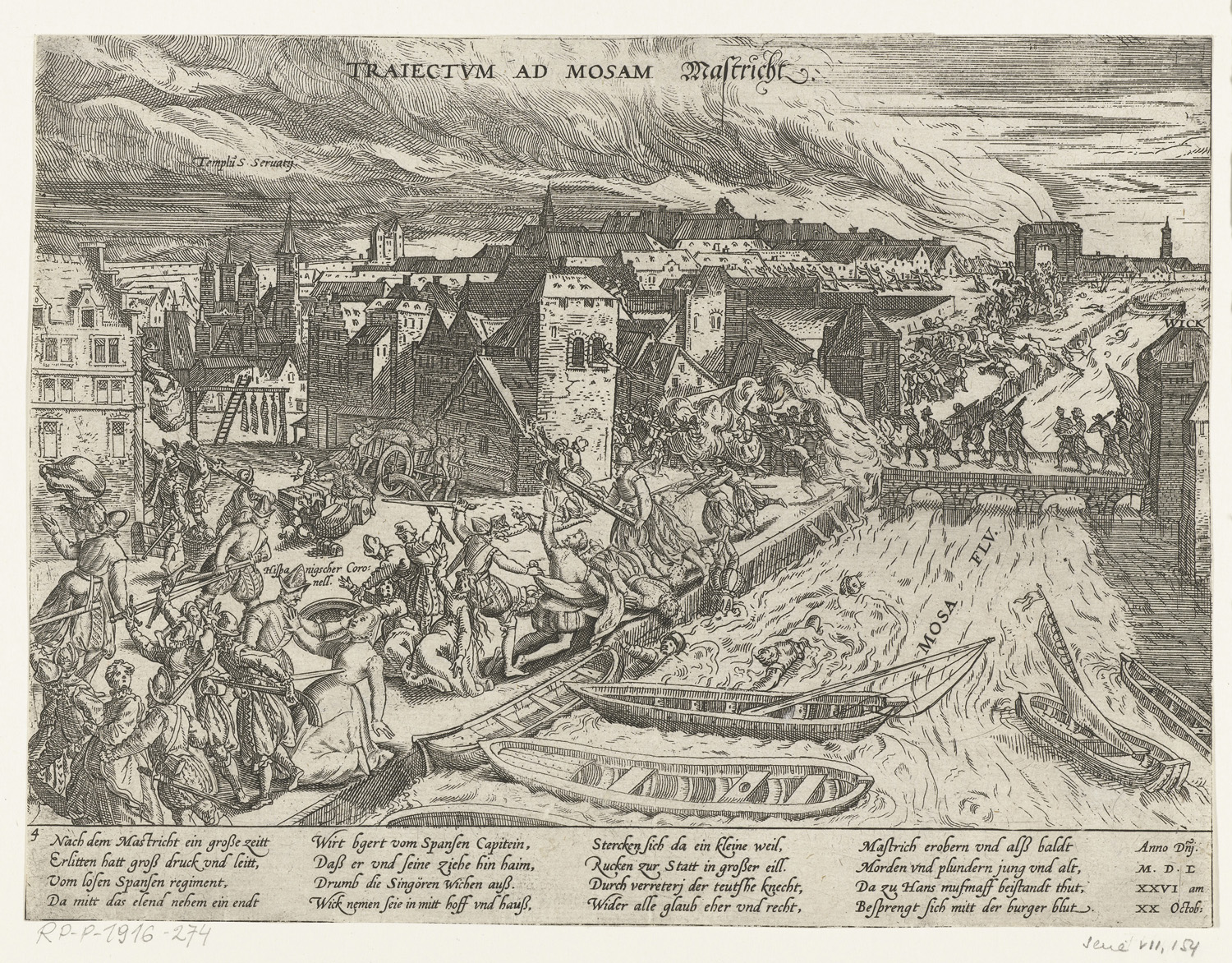
Massacre et pillage de Maastricht (20 octobre 1576).

Le pillage de Maastricht est un événement survenu le 20 octobre 1576, pendant la Guerre de Quatre-Vingts Ans, au cours duquel environ 1 500 personnes ont été massacrées par l'armée espagnole consécutivement à une révolte des habitants de la ville.

## Contexte
Les "furies espagnoles" se multiplient à la suite de la faillite de l'Empire espagnol en 1575. Engagés dans des guerres dispendieuses, y compris aux Pays-Bas habsbourgeois, l'Espagne ne paye plus ses troupes, et celles-ci saisissent en compensation toute occasion de pillage, bien que cela soit strictement interdit par la hiérarchie militaire et puisse être sévèrement puni.
Depuis l'iconoclasme de 1566, une garnison composée principalement de soldats espagnols et allemands était stationnée en permanence à Maastricht, et, depuis la nomination comme gouverneur de la place de l'Espagnol Francisco de Montesdoca (nl) en 1569, les tensions étaient constantes entre la population, la garnison espagnole et les mercenaires allemands (en partie luthériens) au service des Espagnols. La nuit de Noël 1575, un soldat allemand est par exemple tué par un Espagnol en pleine messe de minuit dans l'église Saint Servais .

## Déroulement

### Révolte de Maastricht
L'occupation espagnole pèse tellement sur la population de Maastricht qu'elle se révolte en octobre 1576. Les citoyens avaient réussi à persuader certains des soldats allemands de se joindre à la révolte, et de chasser ensemble les Espagnols de la ville. Les rebelles persuadent d'abord le gouverneur de se retirer avec ses troupes à Wyck, de l'autre côté de la Meuse. Cependant, lorsqu'il se rend à l'hôtel de ville de Lanscroon le 20 octobre pour négocier la poursuite du retrait des troupes gouvernementales, il est fait prisonnier par les insurgés. Son adjoint Martino d'Ayala tente de le libérer avec cinquante mousquetaires mais ceux-ci sont repoussés dans Wyck par les citoyens. Les commandants Vargas et Toledo, qui se trouvaient en route pour Maastricht avec huit escadrons de cavalerie légère, sont mis au courant des événements. Des révoltés néerlandais avaient tenté de les arrêter à Louvain, mais ils parviennent à avancer jusqu'à Alost. À Alost, ils essayent de persuader des soldats mutinés de se joindre à eux. Ils se dirigent ensuite alors vers Maastricht avec l'aide d'une partie des mutins afin d'attaquer immédiatement Maastricht pour libérer d'Ayala.

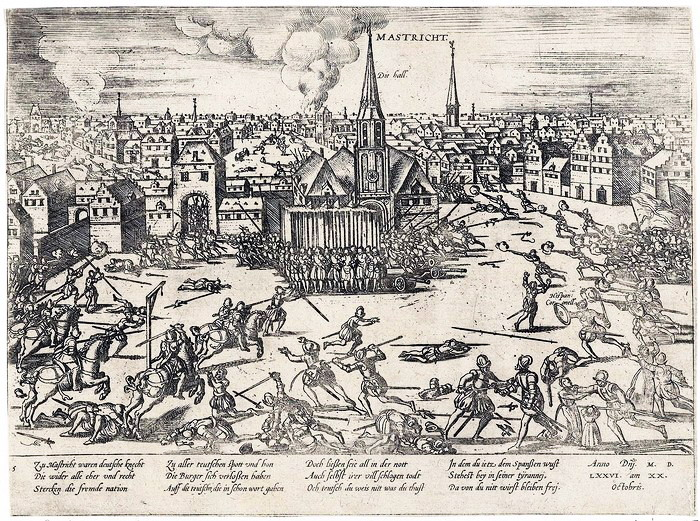
Les soldats espagnols mutinés prennent d'assaut et pillent la ville de Maastricht à partir de Wijk, en 1576. (avec un poème en allemand), gravure datée de 1613-1615. Collection du Rijksmuseum.

### Réaction espagnole
Après la capture de De Montesdoca, son adjoint Martino d'Ayala appelle à son secours d'autres unités de l'armée espagnole. Les troupes commandées par Don Alonso de Vargas arrivent dès le 20 octobre à Wyck, une partie des troupes attaquent la ville de l'autre côté, par la Porte de Bruxelles. Les habitants de Maastricht avaient installé une batterie de canons de l'autre côté du pont, ce qui aurait signifié une mort certaine pour les troupes qui auraient essayé de traverser le pont. D'Ayala, cependant, fait passer devant les femmes de Wyck comme boucliers humains, tout comme les Gueux l'avaient fait à Medemblik en 1572, afin que les rebelles ne puissent pas faire usage de leurs canons pendant que ses soldats traversaient le pont. Vargas réussit de son côté à prendre la porte de Bruxelles. Les mercenaires allemands censés soutenir la révolte n'interviennent pas. Aussitôt tombée, la ville est soumise au massacre et au pillage. Les combats, assassinats, incendies et noyades coûtent la vie à environ 1 500 civils. Le gouverneur Montesdoca est libéré. Selon un témoin, les pillages, les meurtres et les viols sont si terribles que "ceux qui étaient restés en vie se considéraient comme plus malheureux que ceux qui étaient restés là, morts en combattant pieusement".

## Suites
Don Alonso de Vargas sera également impliqué dans la Furie espagnole d'Anvers en novembre 1576. Quelques semaines plus tard, après la conclusion de la Pacification de Gand, tous les soldats mutinés seront amnistiés et les mercenaires allemands sont alors libérés de leur serment. Ils servent dès lors dans l'armée des Flandres. En 1577, un armistice (Édit éternel) a été conclu, stipulant que toutes les troupes de Philippe II devaient quitter les Pays-Bas. Près de deux mois plus tard, les occupants quittent la ville le 27 avril 1577. Maastricht décida alors de se ranger du côté des Hollandais, et Alexandre Farnèse assiégea Maastricht en 1579, ce qui se termina de façon désastreuse pour la ville. Les années qui suivent sont marquées par la famine et l'activité économique est tombée au plus bas.

## Sources
1. ↑  (nl) Jaap Frederiks, Het aanzien van een millennium: Spaanse furie en Pacificatie van Gent, Utrecht, Uitgeverij Het Spectrum, 1999, p. 59-60..
2. ↑  (nl) I. Evers, « Wandaden in de Sint Servaas », De Sint Servaas (tweemaandelijkse restauratie-informatie bulletin),‎ février 1983, p. 54-55.
3. 1 2  (nl) John Lothrop Motley, De opkomst van de Nederlandsche Republiek, t. 3, Van Stockum, 1860, p. 324.
4. ↑  (nl) Erwin Steegen, Kleinhandel en stedelijke ontwikkeling: het kramersambacht te Maastricht in de vroegmoderne tijd, Uitgeverij Verloren, 2006, p. 122.

- (nl) Cet article est partiellement ou en totalité issu de l’article de Wikipédia en néerlandais intitulé « Spaanse Furie (Maastricht) » (voir la liste des auteurs).